# Bedford (Massachusetts)
Bedford es un pueblo ubicado en el condado de Middlesex en el estado estadounidense de Massachusetts. En el Censo de 2010 tenía una población de 13.320 habitantes y una densidad poblacional de 371,7 personas por km².

## Geografía
Bedford se encuentra ubicado en las coordenadas 42°29′58″N 71°16′55″O / 42.49944, -71.28194. Según la Oficina del Censo de los Estados Unidos, Bedford tiene una superficie total de 35.84 km², de la cual 35.37 km² corresponden a tierra firme y (1.29%) 0.46 km² es agua.

## Demografía
Según el censo de 2010, había 13.320 personas residiendo en Bedford. La densidad de población era de 371,7 hab./km². De los 13.320 habitantes, Bedford estaba compuesto por el 85.91% blancos, el 2.26% eran afroamericanos, el 0.14% eran amerindios, el 9.38% eran asiáticos, el 0.05% eran isleños del Pacífico, el 0.41% eran de otras razas y el 1.85% pertenecían a dos o más razas. Del total de la población el 2.67% eran hispanos o latinos de cualquier raza.